# Le piace Brahms? (romanzo)
Le piace Brahms? (titolo orig. Aimez-vous Brahms...) è un romanzo della scrittrice francese Françoise Sagan pubblicato nel 1959.
Nel 1961 ne fu tratto il film omonimo diretto da Anatole Litvak con Ingrid Bergman, Anthony Perkins e Yves Montand.

## Trama
Paule Tessier, una bella arredatrice trentanovenne e divorziata, finisce per avere un rapporto amoroso con Simon, un giovane avvocato di 25 anni figlio di una sua cliente. Alla relazione viene quasi indotta dalle circostanze: dalla lontananza del proprio compagno, Roger Demarest, che viaggia per lavoro e spesso non si trova a Parigi e peraltro, pur amandola, la tradisce spesso con ragazze giovani e compiacenti.
Sembra più la paura della solitudine, ricordata con malinconia, che non un senso di rivalsa a farle compiere quel passo. Rimane sospesa tra solita routine amorosa insoddisfacente con il collaudato partner e la novità di una imprevedibile situazione. Pur trascurata da Roger, non riesce a sentire rancore per il vecchio compagno, la loro relazione sicura esercita un forte richiamo per lei. 
L'amore disinibito con un giovane colto, che la invita a teatro e le scrive lettere, solletica il suo amor proprio e la induce a rimettere la sua vita di nuovo in gioco. Sul giovane Paule riverserà un amabile senso materno, ma dovrà alla fine fare una scelta fra i due uomini. Rimarrà stupita quando il giovane dimostrerà un pensiero vivo e adulto, molto più maturo del gioco tra i due vecchi amanti, che ricorda quasi quello di due vecchi adolescenti.

## Edizioni in italiano
- F. Sagan, Le piace Brahms, traduzione di Maria Heller, Milano, Bompiani, 1959.
- F. Sagan, Le piace Brahms, traduzione di Maria Heller, Milano, Mondadori, 1970.
- F. Sagan, Le piace Brahms, traduzione di Maria Heller, Milano, Longanesi, 2010, ISBN 978-88-304-2680-1.
- F. Sagan, Le piace Brahms, traduzione di Maria Heller, Milano, TEA, 2020, ISBN 978-88-502-5723-2.